# Valentine Delattre
Valentine Delattre est une vidéaste et journaliste scientifique française. Elle anime la chaîne YouTube Science de comptoir sur laquelle elle décrypte les sujets en lien avec la géologie.

## Biographie

### Enfance et formation
Elle remarque un intérêt pour la géologie durant ses classes de SVT au lycée.
Elle est licenciée en sciences de la Terre et de l’environnement et est titulaire d'un master en journalisme scientifique et d'un master en biologie-évolution,.

### Carrière de journaliste
Elle a travaillé en tant que journaliste scientifique pour Sciences et Avenir, Science & Vie Junior et Milan Jeunesse,.

### Carrière de vidéaste
Elle lance en 2015 sa chaîne YouTube Science de comptoir pour vulgariser la géologie,,,. Depuis 2016, elle enseigne la vulgarisation web à l'université Paris-Diderot. Depuis la fin de son contrat avec Sciences et Avenir à l'hiver 2020-2021, elle travaille à temps plein sur sa chaîne YouTube.
Elle participe également auVortex,, mais aussi au premier festival de la vulgarisation scientifique organisé par Sciences et Avenir. Depuis 2022, elle co-anime l'émission SCOPE sur la chaîne Twitch d'Arte avec Marie Treibert. En 2022, elle participe à l'émission Le quiz de l'Ouest, mis en place par Ouest-France. En 2024, elle anime un spectacle scientifique à Strasbourg. En 2023, elle participe à l'émission Backseat.

## Distinctions
Valentine Delattre est nommée chevalier de l'ordre des Arts et des Lettres le 15 avril 2022.